# Gens Postumia

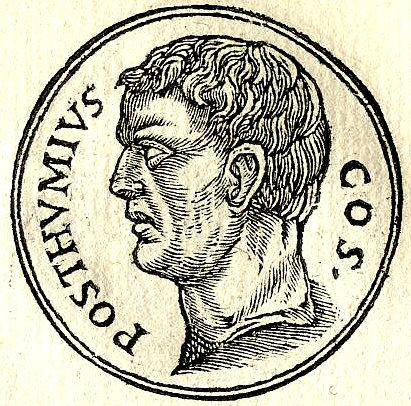
Representación de Aulo Postumio Albo, perteneciente a la gens Postumia.

La gens Postumia fue una de la más antigua gens patricia de la Antigua Roma. Sus miembros frecuentemente ostentaron los cargos más altos del Estado, desde el destierro de la monarquía romana hasta la caída de la República. El primero de los Postumios que obtuvo el consulado fue Publio Postumio Tuberto en 505 a. C., cuatro años después de la expulsión de los reyes.

## Origen de lagens
El nomen Postumio es un apellido patronímico, derivado del praenomen Póstumo, el cual presumiblemente perteneció al antepasado de la gens. Ese nombre derivó de la misma fuente que el adjetivo latino postremus (en español, último o postrero) que se daba originalmente al último niño nacido más joven.  No estaba relacionado con la palabra moderna póstumo, a pesar de que, casualmente, el significado del nombre también sería apropiado para el niño nacido después de la muerte de su padre.

## Praenominautilizados por lagens
Las familias más prominentes de los Postumios durante la República temprana favorecieron los praenomina Aulo, Espurio y Lucio. También usaron Marco, Publio y Quinto. Hacia el fin de la República, se han encontrado los nombres Cayo, Cneo y Tito.

## Ramas ycognominade la gens
La familia más señalada en la gens lleva el cognomen Albo o Albino; pero también se encuentran familias distinguidas del comienzo de la República con los nombres Megelo y Tuberto. Regilense fue un agnomen de los Albinos. En las guerras púnicas y posteriormente, los apellidos Pirgense, Tempsano y Timpano fueron utilizados. Unos cuantos Postumios aparecen en varias fuentes sin ningún cognomen.